# Paraepepeotes marmoratus
Paraepepeotes marmoratus là một loài bọ cánh cứng trong họ Cerambycidae.